# Anglicisme
Als anglicisme gelden woorden, zinsconstructies en uitdrukkingen die gevormd zijn naar het Engels en niet stroken met het Nederlandse idioom. Bij ontleningen aan het Amerikaans-Engels wordt ook wel gesproken van een amerikanisme.

## Leenvertaling
Een anglicisme wordt, zoals wel meer barbarismen, door veelvuldig gebruik over het algemeen steeds gewilliger aanvaard. Dan is er sprake van een leenvertaling. Voorbeelden zijn:
- de uitdrukking een glimp opvangen (van to catch a glimpse);[1]
- "biefstuk" naar beef steak, maar met een andere betekenis dan in het Engels (waar "biefstuk" rump steak is).

## Overgangsfase
Een uitdrukking als de grootste overwinning ooit (in plaats van tot nog toe, aller tijden) bevindt zich in een overgangsfase. De Nederlandse Taalunie wijst deze constructie nog af als anglicisme, terwijl het eveneens gezaghebbende Onze Taal er maar weinig problemen mee heeft.
Een voorbeeld van een overname van een conventie is het gebruik van een punt voor decimale getallen zoals 9.7 (uitgesproken als 9 punt 7) in plaats van 9,7 (uitgesproken als 9 komma 7), bijvoorbeeld bij de quotering van het kunstschaatsen. Het omgekeerde verschijnsel - het scheiden van duizendtallen met een komma zoals in het Engels - wordt in het Nederlands zelden aangetroffen.
De ergernis over anglicismen kan afhangen van het niveau waarop het voorkomt, zoals uitgelegd in het artikel barbarismen. Het zwaarste niveau in het algemeen is het syntactische.

## Voorbeelden
| Anglicisme | Engelse oorsprong                                                                                    | Correct Nederlands                                                                            |
| --- | --- | --------------------------------------------------------------------------------------------- |
| aan het eind van de dag | at the end of the day                                                                                | uiteindelijk, als puntje bij paaltje komt, op het einde van de rit                            |
| administratieve indeling | administrative division                                                                              | bestuurlijke indeling                                                                         |
| adresseren ('aandacht besteden aan')                                                                                         | to address                                                                                           | aandacht besteden aan, aanpakken (van), bezighouden met, aan de orde stellen                  |
| tijdslot | time slot                                                                                            | tijdvenster, tijdvak, tijdsleuf (terminologie bij spoorwegen en telecom)                      |
| asteroïde | asteroid                                                                                             | planetoïde                                                                                    |
| een beslissing maken | make a decision                                                                                      | een beslissing nemen                                                                          |
| Dit is hoe het gedaan wordt                                                                                                  | This is how it is done                                                                               | Zo wordt het gedaan                                                                           |
| Dit is wie ik ben | This is who I am                                                                                     | Zo ben ik                                                                                     |
| dood lichaam | dead body                                                                                            | kadaver                                                                                       |
| de meest dure schoenen (anglicistische overtreffende trap)                                                                   | the most expensive shoes                                                                             | de duurste schoenen                                                                           |
| dramatische veranderingen | dramatic changes                                                                                     | drastische veranderingen                                                                      |
| globale economie | global economy                                                                                       | mondiale economie, wereldeconomie                                                             |
| huisgemaakte taart | home made cake                                                                                       | taart van het huis, zelfgemaakte taart                                                        |
| Het zit in de pijplijn | It's in the pipeline.                                                                                | Het is in de plannen opgenomen, staat op stapel.                                              |
| Het derde wiel (aan de wagen) zijn                                                                                           | Being the third wheel                                                                                | Het vijfde wiel aan de wagen zijn                                                             |
| Hij was de eerste om op de maan te landen.                                                                                   | He was the first person to land on the moon.                                                         | Hij was de eerste die op de maan landde.                                                      |
| Ik heb seks gehad | I have had sex                                                                                       | Ik heb seks bedreven                                                                          |
| Je bent vrij om te vertrekken                                                                                                | You are free to leave                                                                                | Het staat je vrij om te vertrekken                                                            |
| karakter | character                                                                                            | personage                                                                                     |
| anglicistisch meervoud: mensen die hun huizen moeten verlaten de zon scheen op onze gezichten we zaten beiden in onze auto's | people forced to leave their homes the sun was shining on our faces we were both sitting in our cars | mensen die hun huis moeten verlaten de zon scheen op ons gezicht we zaten beiden in onze auto |
| Onder constructie | Under construction                                                                                   | In aanbouw                                                                                    |
| paswoord | password                                                                                             | wachtwoord                                                                                    |
| punt (.) in bijvoorbeeld 3.2                                                                                                 | 3.2                                                                                                  | 3,2 (komma)                                                                                   |
| serieuze verwondingen | serious injuries                                                                                     | ernstige verwondingen                                                                         |
| sinds (om een reden aan te geven)                                                                                            | since                                                                                                | aangezien, omdat                                                                              |
| tarieven (in verband met import of export)                                                                                   | tariffs                                                                                              | importheffingen of exportheffingen                                                            |
| 5000 troepen | 5000 troops                                                                                          | 5000 manschappen/soldaten                                                                     |
| vroeger of later | sooner or later                                                                                      | vroeg of laat                                                                                 |
| Wat denk je van hem? | What do you think of him?                                                                            | Wat vind je van hem?                                                                          |
| Eerlijk met iemand zijn | Be honest with someone                                                                               | Eerlijk tegen iemand zijn                                                                     |
| Zij werden verteld dat ze weg moesten                                                                                        | They were told to leave                                                                              | Hun werd verteld dat ze weg moesten                                                           |
| In voorraad | In stock                                                                                             | Op voorraad                                                                                   |
| voor nu | for now                                                                                              | voor het/dit moment, voorlopig, nu                                                            |

## Onjuist leestekengebruik
Ook bepaalde leestekens worden soms onder invloed van het Engels verkeerd gebruikt. Een bekend voorbeeld is de komma voor en in een opsomming, de zogenaamde Oxford comma: hij houdt van appels, peren, en sinaasappels (he likes apples, pears, and oranges). Ook dit kan als anglicisme worden beschouwd. Correct Nederlands is: hij houdt van appels, peren en sinaasappels (zonder komma voor en).

## Onjuist spatiegebruik
Ook onjuist spatiegebruik, vooral het onterecht splitsen van samengestelde woorden, kan in veel gevallen onder Engelse invloed ontstaan. Het kan echter ook andere oorzaken hebben, zoals de invloed van spellingcontrolesoftware.